# Torgny Karl Segerstedt

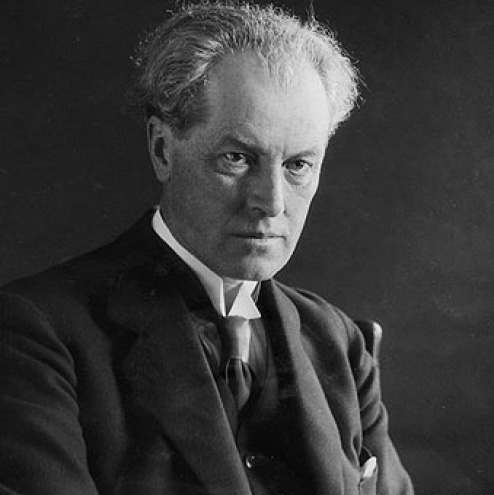
Torgny Karl Segerstedt

Torgny Karl Segerstedt (geb. 1. November 1876 in Karlstad im Kreis Värmland; gest. 31. März 1945 in Göteborg) war ein schwedischer Religionswissenschaftler und Hochschullehrer, der später Chefredakteur der Zeitung Göteborgs Handels- och Sjöfartstidning wurde. In Erinnerung geblieben ist er vor allem für seine kompromisslose Anti-Nazi-Haltung und seine Bemühungen, die schwedische Öffentlichkeit während der 1930er Jahre vor der Bedrohung durch den Faschismus und Nationalsozialismus zu warnen.

## Biographie
Torgny Segerstedt war der Sohn des Lehrers und Publizisten Albrekt Segerstedt (1844–1894) und seiner Frau Fredrika Sofia Bohman (gestorben 1884). Er erwarb 1901 einen Abschluss an der Universität Lund und wurde 1903 Dozent für Religionsgeschichte. Von 1904 bis 1912 war er Dozent für theologische Enzyklopädik an der Universität Lund. 1912 wurde er zum Doktor der Theologie promoviert. Von 1913 bis 1917 war er Professor für Religionsgeschichte an der Universität Stockholm.
Torgny Segerstedt war von 1917 bis zu seinem Tod im Jahr 1945 Chefredakteur der Göteborger Zeitung Göteborgs Handels- och Sjöfartstidning. Nach dem Machtantritt Adolf Hitlers in Deutschland wurde die Zeitung zur führenden schwedischen Publikation, die sich dem deutschen Kampf gegen den Nationalsozialismus widmete. Während des gesamten Zweiten Weltkriegs blieb er ein Gegner der schwedischen Regierungspolitik der Zugeständnisse an Nazi-Deutschland. Dadurch geriet Segerstedt mit der schwedischen Regierung aneinander, die Konflikte mit Nazi-Deutschland zu vermeiden suchte, nachdem sich deutsche Diplomaten seit 1933 mehrfach wegen einer vermeintlich „deutschlandfeindlichen“ Berichterstattung der Zeitung beschwert hatten. Zwischen 1939 und 1945 wurde die Göteborgs Handels- och Sjöfartstidning im Interesse der nationalen Sicherheit mindestens achtmal konfisziert.
Torgny Segerstedt wurde auf Kvibergs kyrkogård in Göteborg begraben.

## Familie
Torgny Segerstedt heiratete 1905 die in Norwegen geborene Augusta Wilhelmina Synnestvedt (1874–1934). Ihre Kinder waren der Philosoph und Soziologe Torgny T:son Segerstedt (1908–1999) und die Journalistin und Politikerin Ingrid Segerstedt-Wiberg (1911–2010).

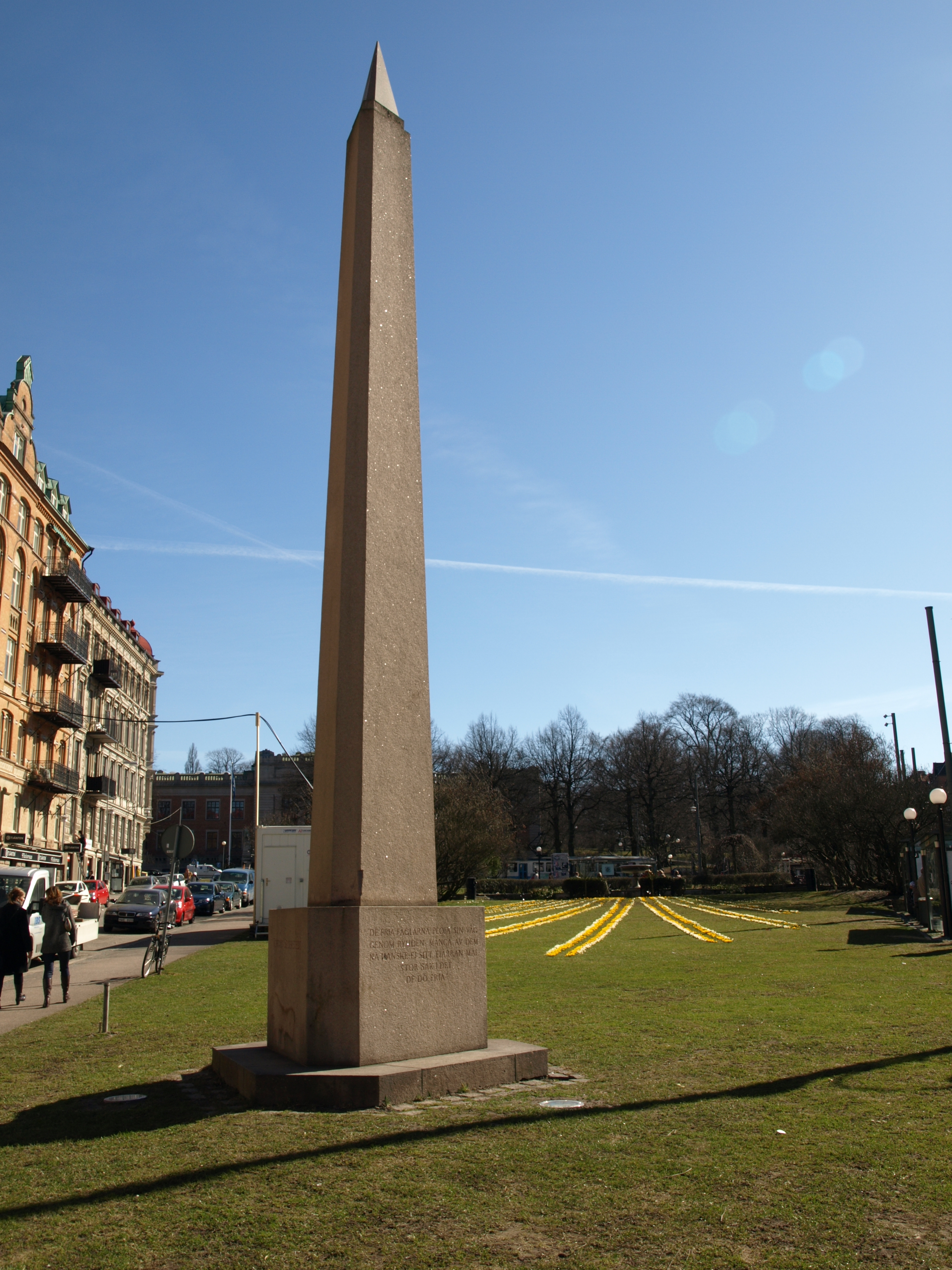
Torgny-Segerstedt-Denkmal

## Nachleben und Vermächtnis
1955 wurde das Torgny-Segerstedt-Denkmal am Vasaplatsen in Göteborg enthüllt. Der zehn Meter hohe, dreieckige Monolith aus Granit wurde vom schwedischen Bildhauer Ivar Johnsson (1885–1970) entworfen.
Die Torgny-Segerstedt-Stiftung (Stiftelsen Torgny Segerstedts Minne) wurde 1996 unter Mitwirkung seiner Tochter Ingrid Segerstedt-Wiberg gegründet. Die Stiftung finanziert eine Gastprofessur an der Universität von Göteborg.
Torgny Segerstedt war Thema des schwedischen Films Dom över död man (Das letzte Urteil) aus dem Jahr 2012. Die Geschichte basiert auf der journalistischen Karriere Segerstedts. Er wurde von schwedischen Filmregisseur Jan Troell inszeniert und zeigt den dänischen Schauspieler Jesper Christensen in der Rolle des Torgny Segerstedt.